# کهناب (مهرستان)
کهناب، روستایی در دهستان ایرافشان بخش آشار شهرستان مهرستان در استان سیستان و بلوچستان ایران است.

## جمعیت
بر پایه سرشماری عمومی نفوس و مسکن در سال ۱۳۹۵، جمعیت این روستا برابر با ۵۲۲ نفر (۱۳۳ خانوار) بوده‌است.